# 湯の丸レンゲツツジ群落

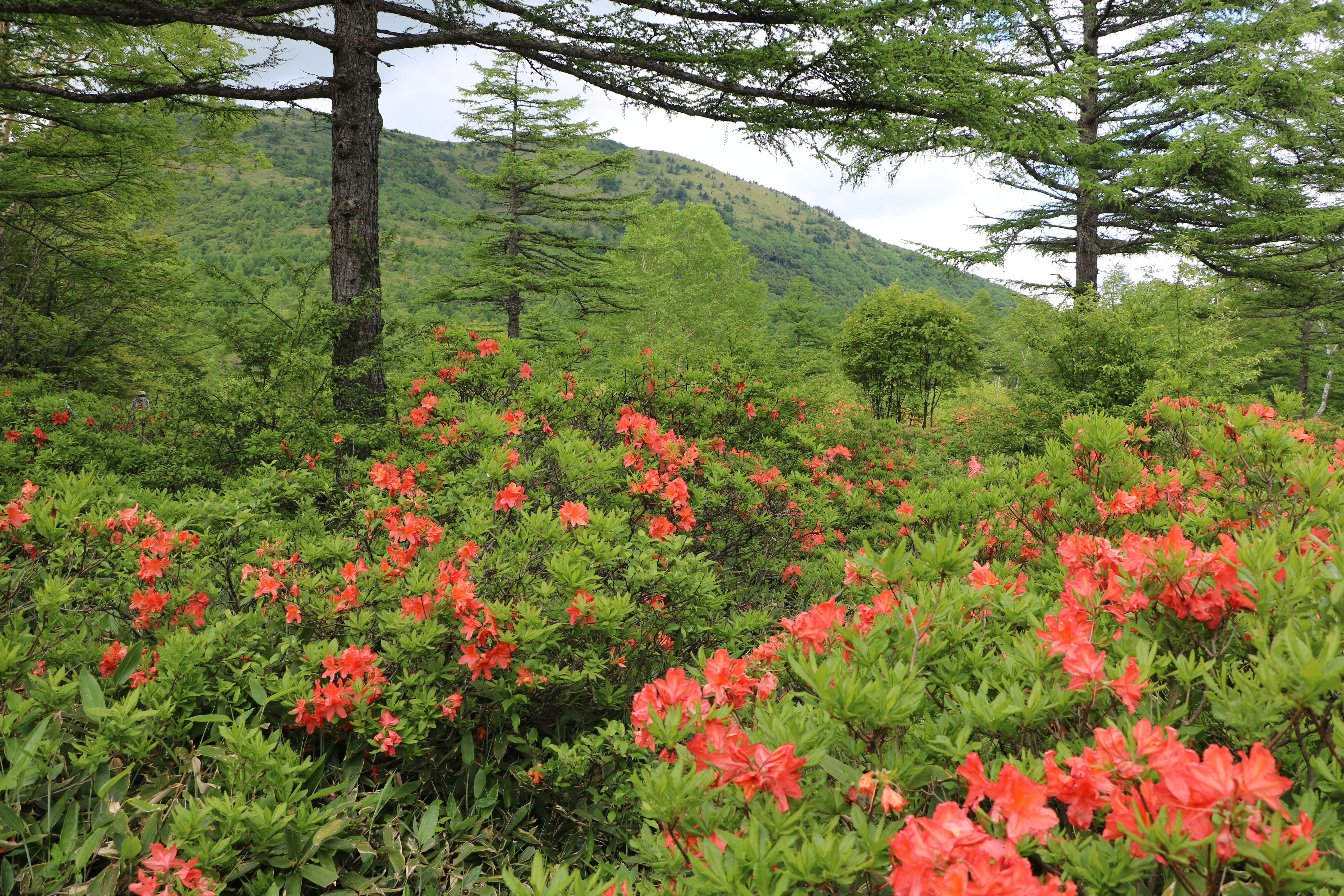
湯の丸レンゲツツジ群落。
2022年6月27日撮影。

湯の丸レンゲツツジ群落（ゆのまるレンゲツツジぐんらく）は、群馬県吾妻郡嬬恋村大字鎌原字湯ノ丸山（湯の丸高原）にある、国の天然記念物に指定されたレンゲツツジ（蓮華躑躅・学名: Rhododendron japonicum）の群落である。
指定地のある湯の丸高原は、上信越国立公園の南西部の群馬県と長野県にまたがる標高1,800 mから2,000 mの高原地帯であるが、このうち「湯の丸レンゲツツジ群落」として国の天然記念物に指定されているのは、群馬・長野の県境尾根から群馬県側の鹿沢温泉にかけた山腹斜面の約174ヘクタールの範囲である。
この一帯は1904年（明治37年）より、ウシやウマなど家畜の牧草地として、毎年6月から9月の夏季期間中、放牧に使用されてきた歴史があるが、このことが湯の丸高原にレンゲツツジの一大群落が形成された要因である。レンゲツツジには有毒成分が含まれているが、ウシやウマなどの家畜は毒があることを本能的に知っており食べないため、レンゲツツジのみが残る形になり、放牧地と言う特殊な環境がレンゲツツジの純林に近い、際立った植生が作られる要因になっている。
群馬県内の高原地帯や牧場ではレンゲツツジがよく見られることから、1951年（昭和26年）には群馬県の県花に選ばれるなど、群馬県民の間でレンゲツツジは広く知られ親しまれており、その中でも湯の丸レンゲツツジ群落は群馬県内のみならず、日本国内で最大規模を誇るレンゲツツジの一大群落であり、1956年（昭和31年）5月15日に国の天然記念物に指定された。毎年6月下旬の開花期には群落地一帯が紅一色に彩られ壮観を呈し、60万株以上と言われるレンゲツツジの美観を求めて多くの人々が訪れる。

## 解説

### レンゲツツジ群落形成の経緯

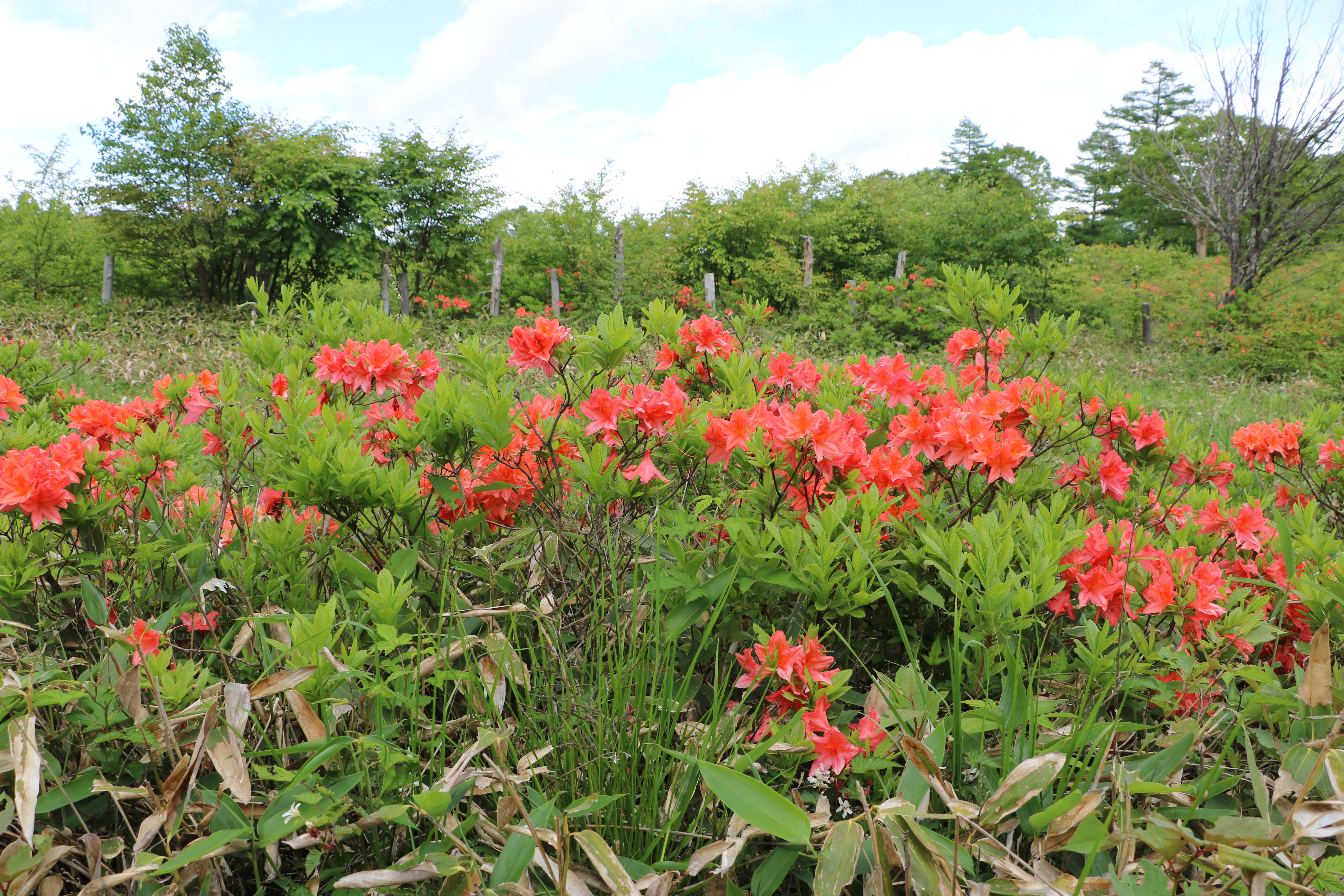
湯の丸レンゲツツジ群落。2022年6月27日撮影。

群馬県西部に位置する吾妻郡嬬恋村は、活火山浅間山北麓に広がる高原地帯で、冷涼な気候からキャベツを中心とした高原野菜の大規模な栽培地帯として知られている。国の天然記念物に指定されている湯の丸レンゲツツジ群落は、嬬恋村の西南部に位置し、長野県との県境にある湯ノ丸山（標高2,101メートル）の群馬県側山腹に広がる湯の丸高原に所在する。
レンゲツツジ（蓮華躑躅・学名: Rhododendron japonicum）は、ツツジ科ツツジ属の落葉低木であるが日本原産種（それ故、学名にjaponicumが付されている）であり、北は北海道南西部から南は九州までの、主に草原など日当たりのよい場所に生育し、高木などに囲まれた日当たりが悪い場所（被陰）では、開花する個体が減少するなど樹勢が衰退する。
この一帯は浅間山から四阿山へ続く火山性の地形や地質条件を持つ場所で、元来は森林が発達しにくい土壌であるため、背の低い灌木類に混ざってレンゲツツジが疎らに生育していたものと考えられている。国の天然記念物に指定される前年の1950年（昭和30年）6月25、26日の両日、当地の現地調査を行った植物学者の本田正次は自著に「ほとんど他の樹木を入れず、レンゲツツジの純群落の観がある」と記したが、このような純林状になったレンゲツツジの群落は、人間が手を加えない完全な自然状態で形成されたのではなく、明治期以降の畜産業の発展に伴い形成されたもので、いわば人間の経済活動と植物の生育が影響し合って出来た生活文化史の側面を持つ、天然記念物としては特殊な成因により群落が維持されている。
レンゲツツジの純林状の植生が形成される契機となったのは、1904年（明治37年）のことで、湯の丸高原の長野県側の麓にあった小県郡祢津村（現、東御市）の牧野組合（ぼくやくみあい）が、夏季の放牧地として利用するため、地蔵峠を挟んだ群馬県側の山腹斜面、湯の丸高原と今日では呼ばれる広大な一帯に『湯の丸牧場』を開設した。この牧場一帯は群馬県側に少し下ったところにある鹿沢温泉の一軒宿紅葉館の小林亀蔵が所有する広大な山林であり、国の天然記念物に指定された以降も今日に至るまで、湯の丸レンゲツツジ群落の土地所有者は鹿沢温泉を営む小林家である。
毎年6月から9月にかけた夏季になると、麓からウシ、ウマ、ヒツジなどの家畜が山の上にある湯の丸牧場へ運ばれ放牧された。牧場が開設された当時は年間約300頭もの家畜が放牧され、広大な牧場の低木類の新芽や草類はウシやウマなどの飼料となったが、レンゲツツジはグラヤノトキシン(grayanotoxin)、ロードジャポニン(rhodjaponine)などの痙攣毒が含まれる有毒植物であり、ウシやウマなどの動物はこのことを本能的に知っていて食べないため、レンゲツツジだけが残ることとなり、その結果レンゲツツジの大群落が形成された。言い方を変えれば、放牧された牛などの採餌によって植生遷移が止められた状態であり、仮に放牧が行わなければ、いずれレンゲツツジの純林に近いこの環境は変わることになる。
事実、牧場を離れた周辺一帯の本来の植生は、ミズナラやシラカンバ、ズミなどの高木が多くなり、その結果日影になる場所が増えてレンゲツツジの生育は疎らになっている。

### 天然記念物の指定

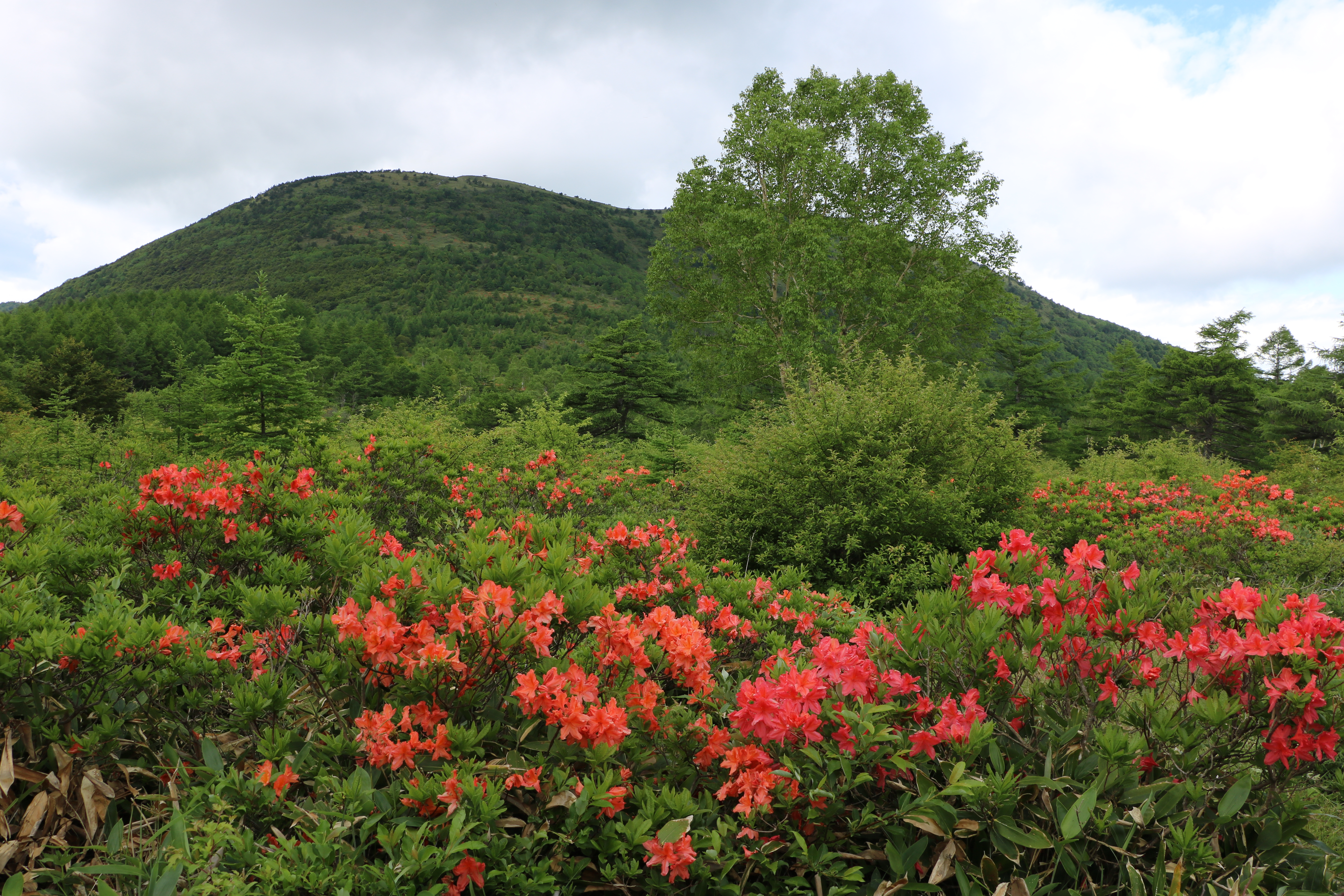
湯の丸レンゲツツジ群落と湯ノ丸山。2022年6月27日撮影。

1904年（明治37年）の牧場開設以降、夏季の放牧は毎年継続されていき、湯の丸牧場、湯の丸高原一帯のレンゲツツジは徐々にその規模を拡大し続けていった。群馬県内には湯の丸高原以外にも、武尊山東側山腹の武尊牧場や赤城山などの各地にレンゲツツジの生育地が見られ、群馬県では1951年（昭和26年）3月に県花に選ばれた。
この頃より湯の丸のレンゲツツジ群落を国の天然記念物に指定する動きがはじまり、嬬恋村教育委員会では指定申請に向けた文書の作成および現状の調査を行った。嬬恋村教育委員会は「指定の意義」として次の要点を挙げた。広く分布するレンゲツツジであるが、ここ湯の丸の群落は面積が広大であり、かつ分布高度が標高2000メートル以上におよび、本種の生育高度限界に達していること。群落の地形が変化に富み、中部日本における亜高山帯植物群とレンゲツツジが良好な状態で保たれており、レンゲツツジの花色の紅色に濃淡の差があり、花数にも変異が多く見られるなど、個体変異の資料としても貴重である。これらの特徴は学術的な価値が高く、天然記念物に指定することにより一層の保護を図ることを訴えた。
前述したように、レンゲツツジ群落のある湯の丸牧場は鹿沢温泉を営む小林家の所有地であるが、天然記念物の指定に協力的であり、文部省文化財保護委員会へ申請を行う嬬恋村に対し指定委任状を提出した。
| 指定委任状 群馬県吾妻郡嬬恋村鎌原字湯の丸1053番の40所在の「鹿沢湯の丸レンゲツツジの大群落」の文化財保護委員会の文化財指定について一切を委任します。 |
| 昭和30年7月24日 嬬恋村大字田代字鹿沢681番地 小林亀蔵 嬬恋村長 滝沢光次殿 嬬恋村教育委員会教育長 黒岩博五郎殿                                        |

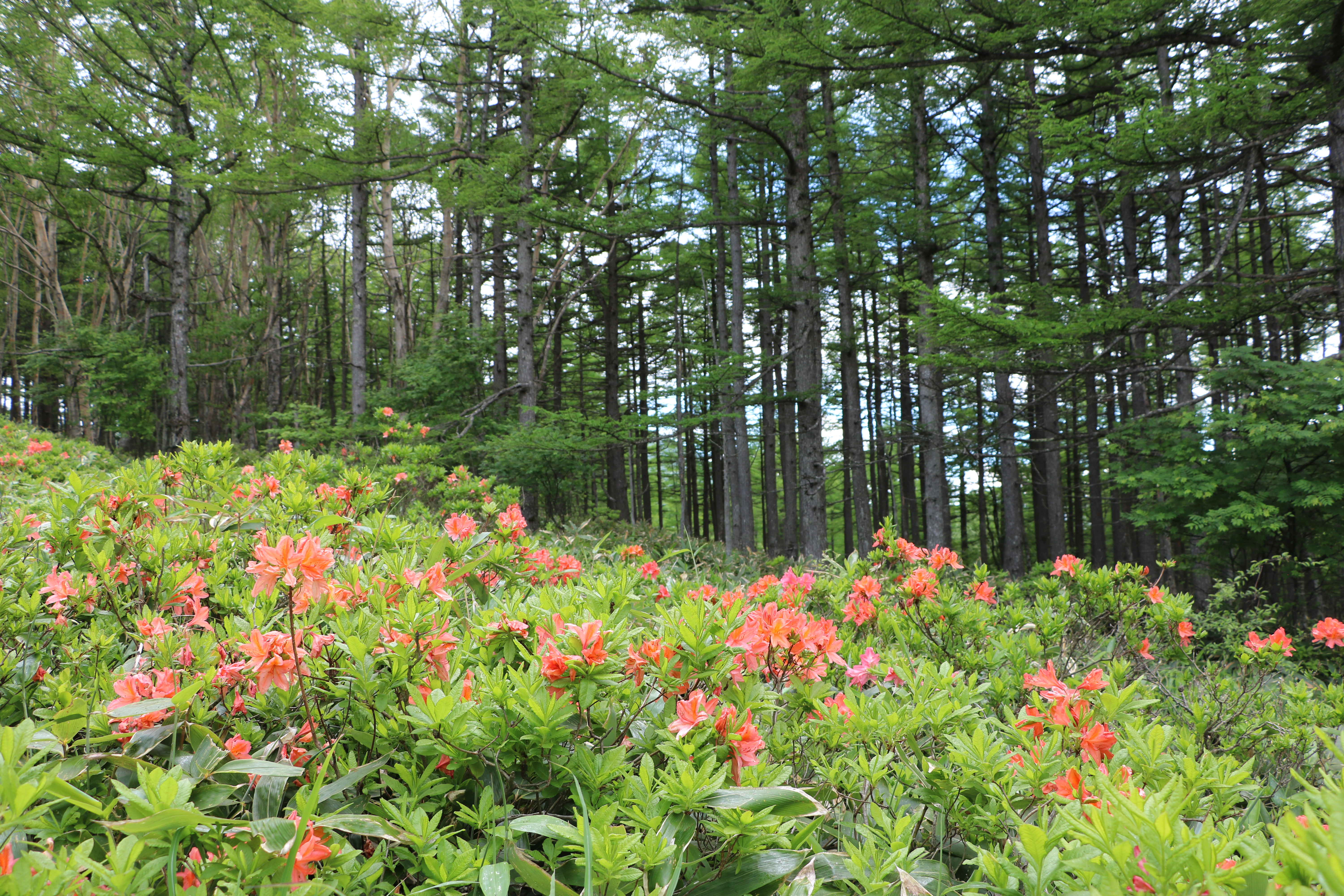
湯の丸レンゲツツジ群落とカラマツ。2022年6月27日撮影。

所有者の小林からの委任状を添え、嬬恋村村長滝沢光次および同村教育長黒岩博五郎の2名を申請者として、湯の丸レンゲツツジ群落を国の天然記念物へ指定するよう、文部省文化財保護委員会委員長高橋誠一郎（付記した3名の役職は当時）宛てに、同年8月15日付で申請を行った。所在地、所有者は前掲の指定委任状にある通り。地目は原野で地積は174町歩7反歩3畝歩であった。申請の直前に行われた植物学者の本田正次による現地調査と国の文化財保護審議会による審議を経て、翌1956年（昭和31年）5月15日に国の天然記念物に指定された。
天然記念物に指定された直後の1960年代から1970年代にかけての日本では、モータリゼーションの発展に伴う新たな道路の建設や、スキー人口の増加による湯の丸スキー場スキーリフトの増設など、指定地ではいくつかの現状変更が行われた。
主なものとして長野県道・群馬県道94号東御嬬恋線建設に対する1961年（昭和36年）10月1日付の現状変更許可、財団法人国民休暇村によるスキーロッジ並びにスキーリフト建設による1962年（昭和37年）5月24日付の現状変更許可、同年10月10日には長野県側の東部町（現、上田市）町営キャンプ場と地蔵峠の各山荘へ水を引く簡易水道敷設のため、当時の東部町長百瀬豊善より嬬恋村村長に対し申請した現状変更が許可され、10年後の1972年（昭和47年）にも東部町町長からの申請により、前述の簡易水道の配水施設新設に伴う現状変更許可があり、1975年（昭和50年）には国民休暇村支配人より、湯の丸ロッジ西方へリフトを新設するための現状変更許可が申請されるなど、複数回にわたり現状の変更が行われたが、いずれも地形の変更や植物の伐採は必要最小限に留め、レンゲツツジについては隣接地へ移植するという条件の元で許可されている。

### 牧畜業の衰退とレンゲツツジ群落の保全活動

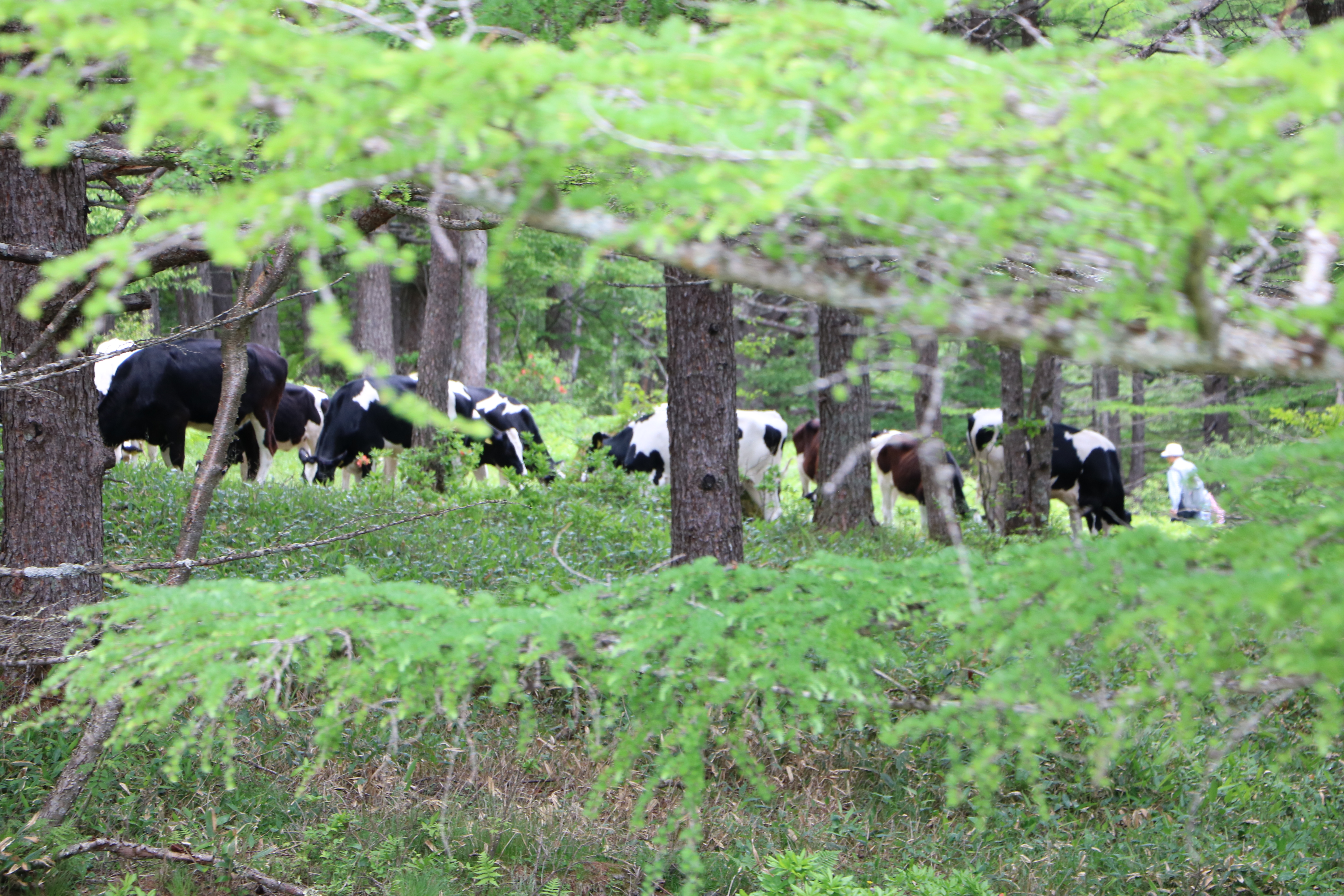
ツツジ平東側（指定地内）のカラマツ林の中で放牧されるウシ。頭数は少なくなったが年間数10頭が夏季期間中に麓から運ばれ放牧される。2022年6月27日撮影。

牧場開設時には300頭以上、最盛期には400頭もの放牧があった湯の丸高原であるが、1960年代以降の社会情勢や生活様式の変化などにより牧畜業は衰退し、湯の丸高原で放牧される頭数も減少の一途をたどった。特に1991年（平成3年）4月からの牛肉の輸入自由化が大きな要因となり、湯の丸高原で放牧されるウシの頭数は、1995年（平成7年）には年間約40頭にまで減少し、牧場としては廃止されることが決定してしまった。
前述したように、湯の丸レンゲツツジ群落の維持と放牧されるウシなどの家畜とは密接な関係があり、放牧頭数の減少は採餌対象の低木類だけでなく、カラマツ、ズミ、ミネヤナギなどの樹高の高くなる樹種が、家畜にとって採餌可能な幼木時に採餌されず、旺盛に成長して高木となり、結果的にレンゲツツジの開花に必要な日当たりのよい環境が減ってしまう（被陰）ことになった。
危機感を持った地元関係者らにより「湯の丸牧場運営協議会」が翌1996年（平成8年）に結成され、東部町牧野組合、JA信州うえだ、嬬恋村らが互いに協力し合い、牧場が継続されることになり、全盛期には及ばないものの夏季の放牧が再び行われることになった。

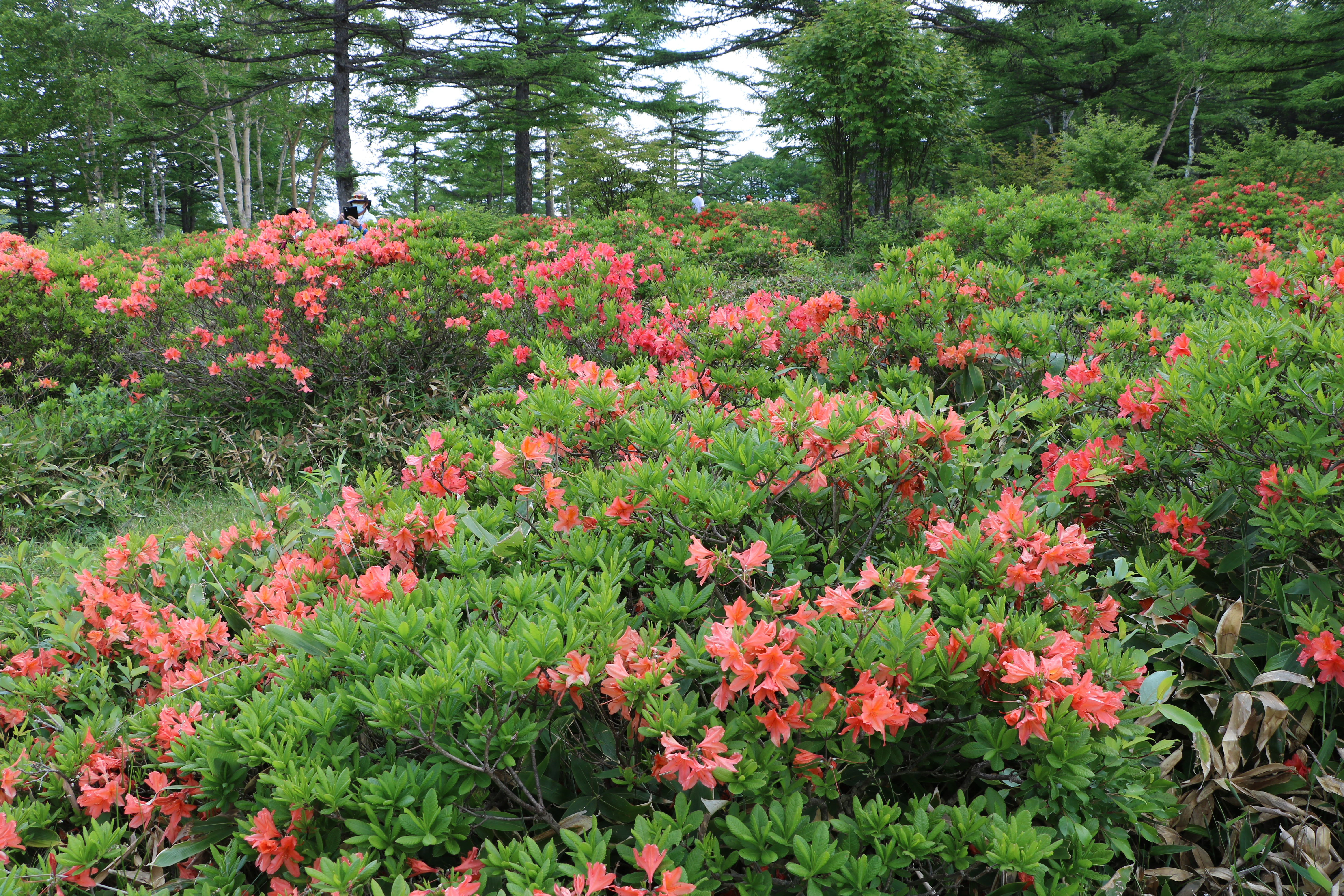
湯の丸レンゲツツジ群落。2022年6月27日撮影。

嬬恋村では1995年（平成7年）から2003年（平成15年）にかけて、群馬県及び文化庁の指示を受け、レンゲツツジ群落の保護増殖事業が行われ、同村教育委員会が中心となり維持管理の指針が作成され示された。この指針を元に、地元住民らで構成される「湯の丸レンゲツツジ保存会」のメンバーらのボランティア活動により、樹木の伐採などの管理作業が行われるようになった。しかし、指定地は高低差のある広大な範囲であり、旺盛に成長する高木類への対応は、現状の体制では追い付かないという問題が生じた。しかし、採算の合わない大規模な放牧を再開することは現実的ではない。
嬬恋村では専門家らの意見をもとに、レンゲツツジのみを保全対象とした従来の考え方から、生物の多様性に観点を置いたレンゲツツジ群落の保全、群落地全体を見据えた保全を目指すこととした。2009年（平成21年）には信州大学教育学部附属志賀自然教育研究施設の協力により、レンゲツツジ群落各所にモニタリングのため調査の区画を複数設置し、伐採を実施する区画と行わない区画の比較を年単位で行った。また、これらの作業効果を数値で可視化し、目に見える形にすることで更なる作業効率の改善を目指した。保全作業に当たる人々は専門知識を持たない一般人のボランティアであり、これらの人々に「やりがい」を実感してもらうため、作業効果を可視化することが目的である。
湯の丸レンゲツツジ保存会を中心とするメンバーにより、保護増殖活動は順調に継続され、毎年多くのボランティアにより、レンゲツツジの日陰となる高木類や灌木類の伐採、ササの除去作業が行われているが、近年では一般のボランティアだけでなく、湯の丸高原一帯を管轄する環境省の上信越高原国立公園鹿沢インフォメーションセンター職員や、同じく環境省の地方環境事務所職員、長野県側のJA信州うえだ職員、さらに環境教育の一環として地元群馬県立嬬恋高等学校生徒の参加など、群馬・長野を問わず、官民一体となって湯の丸レンゲツツジ群落の保護保全活動が継続されている。

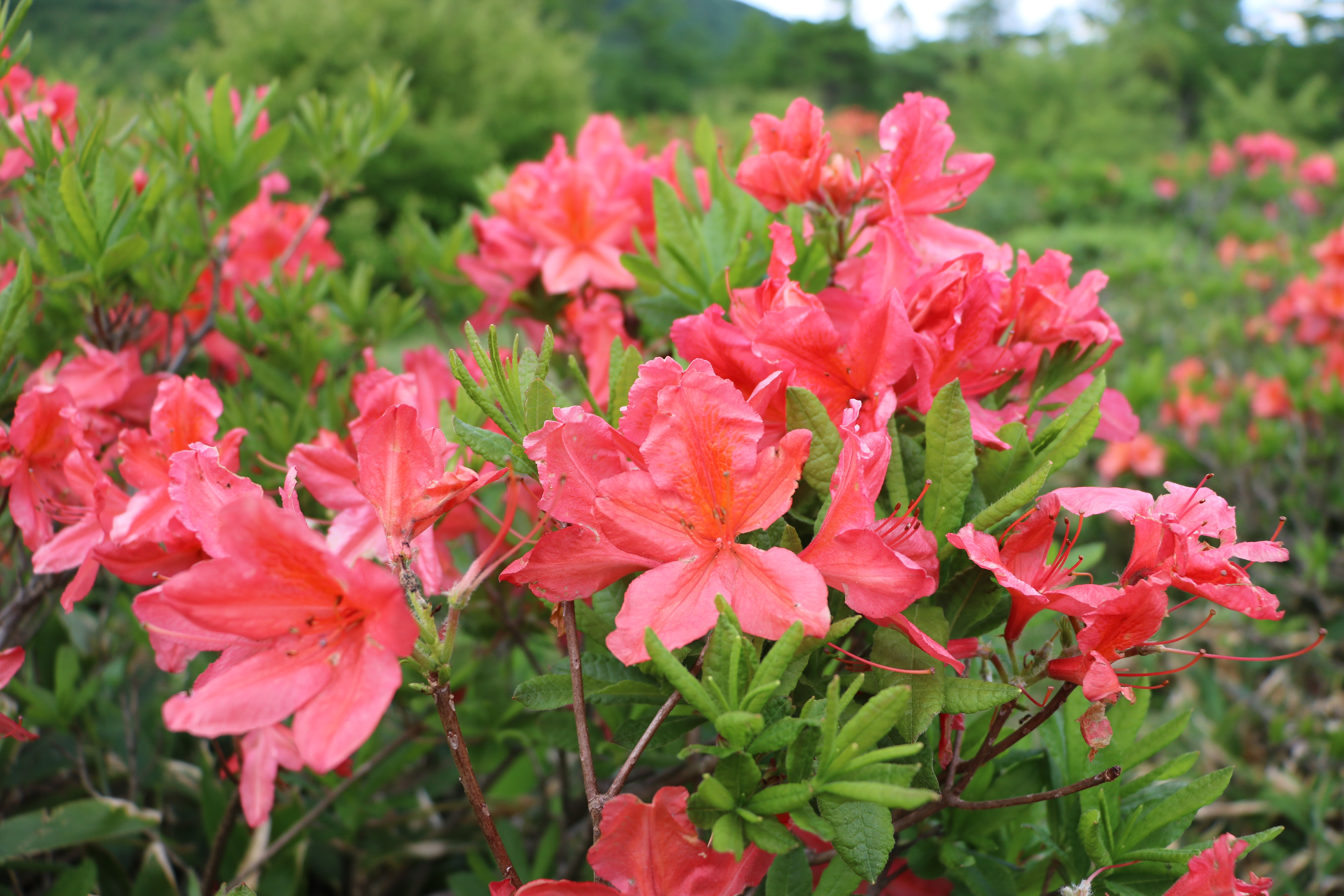
個体により花色が微妙に異なる。2022年6月27日撮影。
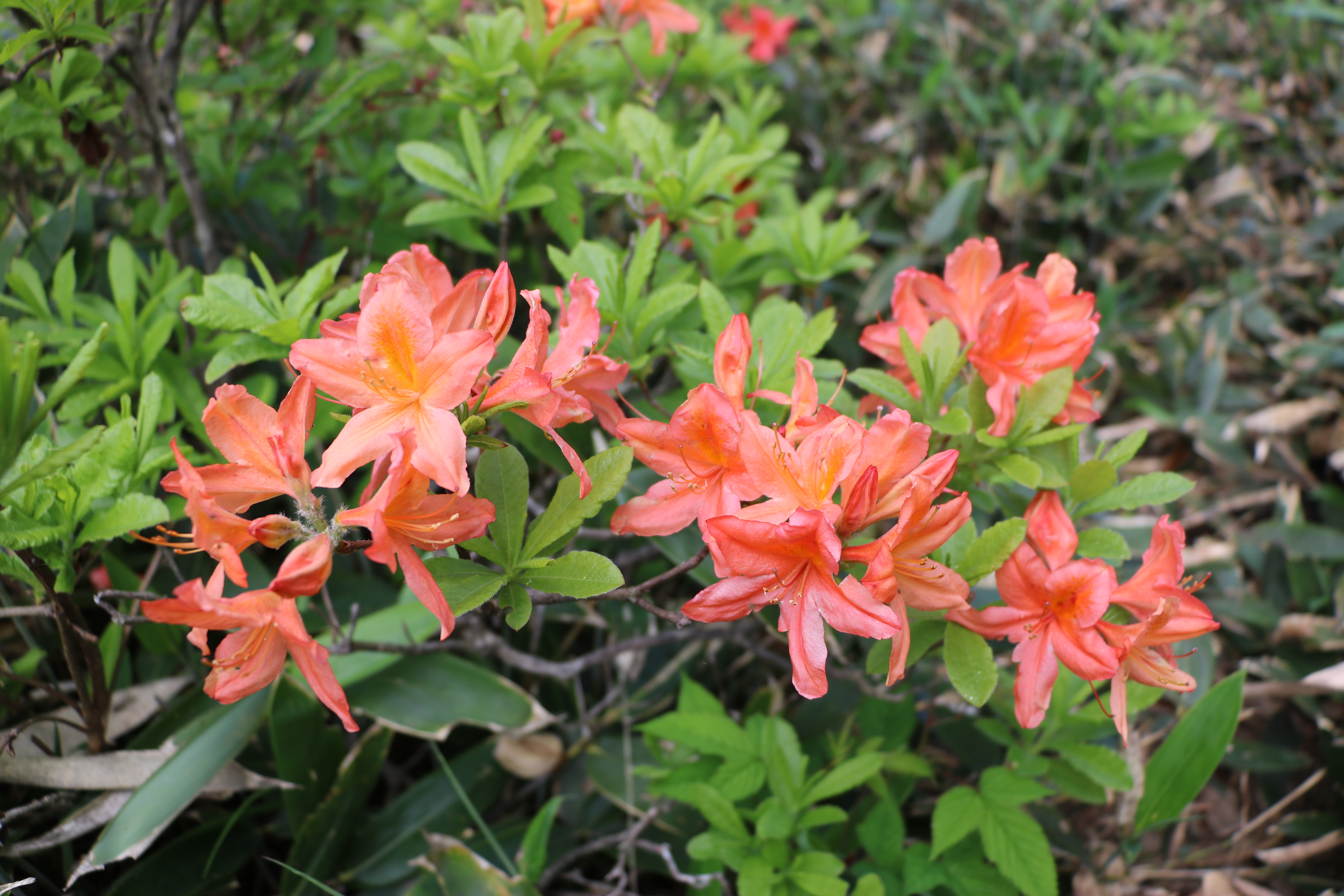
個体により花色が微妙に異なる。2022年6月27日撮影。
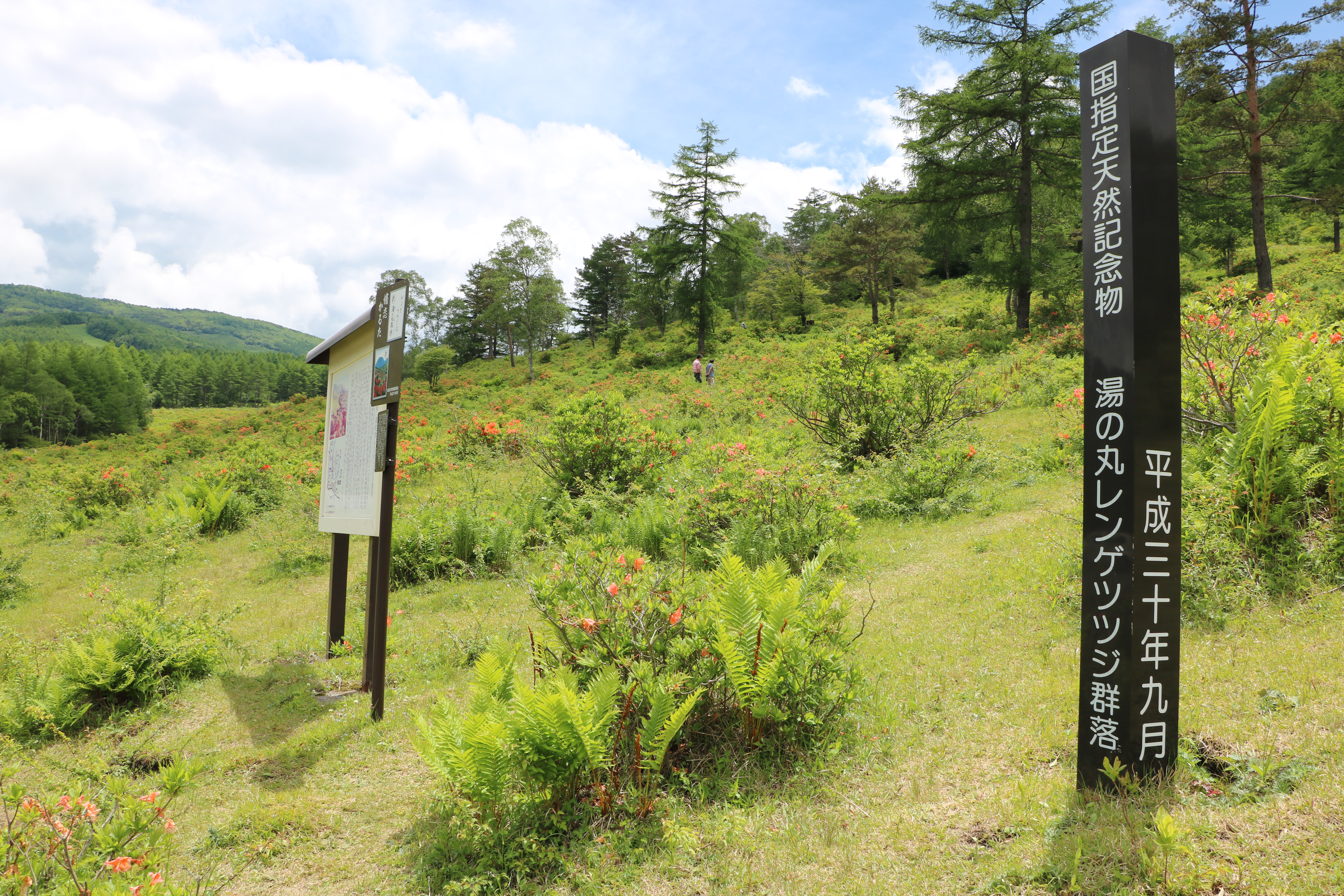
鹿沢温泉側へ下った県道沿いに設置された天然記念物指定標柱。2022年6月27日撮影。

## 交通アクセス
所在地
- 群馬県吾妻郡嬬恋村鎌原湯ノ丸山1053番地40。

交通
- 以前はしなの鉄道しなの鉄道線およびJR東日本小海線小諸駅、北陸新幹線佐久平駅などから湯の丸高原まで路線バスが運行されていたが、すべて廃止されたため、通年運行を行う公共交通機関は存在しない。
  - （開花期間イベント開催中）JR東日本吾妻線万座・鹿沢口駅下車、無料送迎バス乗車、約30分。
  - 自家用車利用
    - 上信越自動車道東部湯の丸インターチェンジより約20分
    - 関越自動車道渋川伊香保インターチェンジより、国道144号経由で約120分。